# Dixième circonscription de la Seine-Maritime
La dixième circonscription de la Seine-Maritime est l'une des dix circonscriptions législatives françaises que compte le département de la Seine-Maritime (76) situé en région Normandie.

## Description géographique et démographique

### De 1958 à 1986
La dixième circonscription de Seine-Maritime était composée de :
- canton d'Argueil
- canton d'Aumale
- canton de Bellencombre
- canton de Blangy-sur-Bresle
- canton de Buchy
- canton de Forges-les-Eaux
- canton de Gournay-en-Bray
- canton de Londinières
- canton de Neufchâtel-en-Bray
- canton de Saint-Saëns.

Journal Officiel du 14-15 octobre 1958

### De 1986 à 2010
La dixième circonscription de la Seine-Maritime fut délimitée par le découpage électoral de la loi no 86-1197 du 24 novembre 1986
, elle regroupe les divisions administratives suivantes : 
- canton de Bacqueville-en-Caux
- canton de Cany-Barville
- canton de Clères
- canton de Doudeville
- canton de Fontaine-le-Dun
- canton d'Ourville-en-Caux
- canton de Saint-Valery-en-Caux
- canton de Tôtes
- canton d'Yerville
- canton d'Yvetot.

D'après le recensement général de la population en 1999, réalisé par l'Institut national de la statistique et des études économiques (INSEE), la population de cette circonscription est estimée à 106 013 habitants,.

### Depuis 2010
À la suite du redécoupage des circonscriptions législatives françaises de 2010 qui entre en application avec les élections législatives françaises de 2012, la dixième circonscription regroupe désormais les cantons suivants : 
- canton de Bacqueville-en-Caux
- canton de Bellencombre
- canton de Cany-Barville
- canton de Clères
- canton de Doudeville
- canton de Fontaine-le-Dun
- canton de Longueville-sur-Scie
- canton d'Ourville-en-Caux
- canton de Saint-Saëns
- canton de Saint-Valery-en-Caux
- canton de Tôtes
- canton d'Yerville
- canton d'Yvetot.

## Historique des députations

### De 1958 à 1986
- 1958-1962 : Claude Heuillard

- 1962-1967 : Georges Delatre

- 1967-1968 : Georges Delatre

- 1968-1973 : Georges Delatre

- 1973-1978 : Georges Delatre

- 1978-1981 : Georges Delatre

- 1981-1986 : Georges Delatre

### Depuis 1988
| Législature | Début de mandat | Fin de mandat  | Député                    | Parti politique | Observations                                                                                                 |
| ----------- | --------------- | -------------- | ------------------------- | --------------- | --- |
| IXe         | 23 juin 1988    | 1er avril 1993 | Jean-Marie Leduc          | PS              | |
| Xe          | 2 avril 1993    | 21 avril 1997  | Alfred Trassy-Paillogues, | RPR,            | Mandat écourté à la suite d'une dissolution parlementaire décidée par Jacques Chirac.                        |
| XIe         | 12 juin 1997    | 18 juin 2002   | Gérard Fuchs              | PS              | |
| XIIe        | 19 juin 2002    | 19 juin 2007   | Alfred Trassy-Paillogues, | UMP,            | |
| XIIIe       | 20 juin 2007    | 19 juin 2012   | Alfred Trassy-Paillogues  | UMP             | |
| XIVe        | 20 juin 2012    | 20 juin 2017   | Dominique Chauvel         | PS              | |
| XVe         | 21 juin 2017    | 21 juin 2022   | Xavier Batut              | LREM → SE       | |
| XVIe        | 22 juin 2022    | 9 juin 2024    | Xavier Batut              | SE              | Mandat écourté à la suite d'une dissolution parlementaire décidée par Emmanuel Macron.                       |
| XVIIe       | 8 juillet 2024  | En cours       | Robert Le Bourgeois       | RN              | Élu à la suite de la dissolution de l'Assemblée nationale le 9 juin 2024 et la tenue de nouvelles élections. |

## Historique des élections

### Élections de 1958
| Candidat                    | Candidat             | Parti          | Premier tour | Premier tour | Second tour | Second tour |  |
| Candidat                    | Candidat             | Parti          | Voix         | %            | Voix        | %           |  |
| --------------------------- | -------------------- | -------------- | ------------ | ------------ | ----------- | ----------- |  |
|                             | Fernand Langlois     | CNIP           | 9 437        | 26,41        | 15 682      | 44,55       |  |
|                             | Claude Heuillard élu | CR             | 9 199        | 25,75        | 15 860      | 45,06       |  |
|                             | Roger Thiébault      | SFIO           | 5 896        | 16,5         | Retrait     | Retrait     |  |
|                             | Georges Delatre      | UNR            | 4 492        | 12,57        | Retrait     | Retrait     |  |
|                             | Hilaire Perdon       | PCF            | 2 877        | 8,05         | 3 658       | 10,39       |  |
|                             | Henri Paumelle       | Radcent        | 2 715        | 7,6          | Retrait     | Retrait     |  |
|                             | Paul Parmentier      | UFF            | 1 114        | 3,12         |             |             |  |
|                             |                      |                |              |              |             |             |  |
| Inscrits                    | Inscrits             | Inscrits       | 48 852       | 100,00       | 48 850      | 100,00      |  |
| Abstentions                 | Abstentions          | Abstentions    | 11 721       | 23,99        | 12 494      | 25,58       |  |
| Votants                     | Votants              | Votants        | 37 131       | 76,01        | 36 356      | 74,42       |  |
| Blancs et nuls              | Blancs et nuls       | Blancs et nuls | 1 401        | 3,77         | 1 156       | 3,18        |  |
| Exprimés                    | Exprimés             | Exprimés       | 35 730       | 96,23        | 35 200      | 96,82       |  |
| Source : Gallica et CEVIPOF |                      |                |              |              |             |             |  |

Le suppléant de Claude Heuillard était Roger Lefebvre, négociant-éleveur, conseiller général, adjoint au maire de Buchy.

### Élections de 1962
| Candidat                    | Candidat                 | Parti          | Premier tour | Premier tour | Second tour | Second tour |  |
| Candidat                    | Candidat                 | Parti          | Voix         | %            | Voix        | %           |  |
| --------------------------- | ------------------------ | -------------- | ------------ | ------------ | ----------- | ----------- |  |
|                             | Georges Delatre élu      | UNR-UDT        | 12 325       | 37,5         | 17 049      | 49,98       |  |
|                             | Claude Heuillard sortant | CR             | 8 196        | 24,94        | 10 109      | 29,63       |  |
|                             | Roger Thiébault          | SFIO           | 4 944        | 15,04        | 6 956       | 20,39       |  |
|                             | Charles Ferrant          | MRP            | 4 542        | 13,82        | Retrait     | Retrait     |  |
|                             | Pierre Toutain           | PCF            | 2 861        | 8,7          | Retrait     | Retrait     |  |
|                             |                          |                |              |              |             |             |  |
| Inscrits                    | Inscrits                 | Inscrits       | 48 189       | 100,00       | 48 413      | 100,00      |  |
| Abstentions                 | Abstentions              | Abstentions    | 14 324       | 29,72        | 13 438      | 27,76       |  |
| Votants                     | Votants                  | Votants        | 33 865       | 70,28        | 34 975      | 72,24       |  |
| Blancs et nuls              | Blancs et nuls           | Blancs et nuls | 997          | 2,94         | 861         | 2,46        |  |
| Exprimés                    | Exprimés                 | Exprimés       | 32 868       | 97,06        | 34 114      | 97,54       |  |
| Source : Gallica et CEVIPOF |                          |                |              |              |             |             |  |

Le suppléant de Georges Delâtre était Marc Perrin, agriculteur, ancien déporté résistant.

### Élections de 1967
| Candidat                    | Candidat                      | Parti          | Premier tour | Premier tour | Second tour | Second tour |  |
| Candidat                    | Candidat                      | Parti          | Voix         | %            | Voix        | %           |  |
| --------------------------- | ----------------------------- | -------------- | ------------ | ------------ | ----------- | ----------- |  |
|                             | Georges Delatre sortant réélu | UD-Ve          | 16 330       | 43,54        | 19 568      | 53,98       |  |
|                             | Claude Heuillard              | FGDS (Radical) | 9 960        | 26,56        | 16 680      | 46,02       |  |
|                             | Charles Ferrant               | CD (PDM)       | 6 347        | 16,92        | Retrait     | Retrait     |  |
|                             | André Pilet                   | PCF            | 4 868        | 12,98        | Retrait     | Retrait     |  |
|                             |                               |                |              |              |             |             |  |
| Inscrits                    | Inscrits                      | Inscrits       | 47 559       | 100,00       | 47 553      | 100,00      |  |
| Abstentions                 | Abstentions                   | Abstentions    | 8 973        | 18,87        | 10 045      | 21,12       |  |
| Votants                     | Votants                       | Votants        | 38 586       | 81,13        | 37 508      | 78,88       |  |
| Blancs et nuls              | Blancs et nuls                | Blancs et nuls | 1 081        | 2,8          | 1 260       | 3,36        |  |
| Exprimés                    | Exprimés                      | Exprimés       | 37 505       | 97,2         | 36 248      | 96,64       |  |
| Source : Gallica et CEVIPOF |                               |                |              |              |             |             |  |

Le suppléant de Georges Delatre était Marc Perrin, agriculteur.

### Élections de 1968
|                             | Georges Delatre sortant réélu | UDR (URP)      | 21 502 | 56,74  |  |  |  |
|                             | Étienne des Roys              | CD (PDM)       | 7 659  | 20,21  |  |  |  |
|                             | Roland Maillet                | FGDS (Radical) | 4 526  | 11,94  |  |  |  |
|                             | Jean Garraud                  | PCF            | 4 208  | 11,1   |  |  |  |
|                             |                               |                |        |        |  |  |  |
| Inscrits                    | Inscrits                      | Inscrits       | 47 489 | 100,00 |  |  |  |
| Abstentions                 | Abstentions                   | Abstentions    | 8 732  | 18,39  |  |  |  |
| Votants                     | Votants                       | Votants        | 38 757 | 81,61  |  |  |  |
| Blancs et nuls              | Blancs et nuls                | Blancs et nuls | 862    | 2,22   |  |  |  |
| Exprimés                    | Exprimés                      | Exprimés       | 37 895 | 97,78  |  |  |  |
| Source : Gallica et CEVIPOF |                               |                |        |        |  |  |  |

Le suppléant de Georges Delatre était Marc Perrin, agriculteur à Neufchâtel-en-Bray.

### Élections de 1973
| Candidat                    | Candidat                      | Parti          | Premier tour | Premier tour | Second tour | Second tour |  |
| Candidat                    | Candidat                      | Parti          | Voix         | %            | Voix        | %           |  |
| --------------------------- | ----------------------------- | -------------- | ------------ | ------------ | ----------- | ----------- |  |
|                             | Georges Delatre sortant réélu | UDR (URP)      | 15 778       | 39,99        | 21 207      | 54,26       |  |
|                             | Roger Thiébault               | PS (UGSD)      | 10 256       | 25,99        | 17 878      | 45,74       |  |
|                             | Étienne des Roys              | CD (MR)        | 8 266        | 20,95        | Retrait     | Retrait     |  |
|                             | Christiane Fiocre             | PCF            | 5 156        | 13,07        | Retrait     | Retrait     |  |
|                             |                               |                |              |              |             |             |  |
| Inscrits                    | Inscrits                      | Inscrits       | 48 760       | 100,00       | 48 752      | 100,00      |  |
| Abstentions                 | Abstentions                   | Abstentions    | 8 139        | 16,69        | 8 305       | 17,04       |  |
| Votants                     | Votants                       | Votants        | 40 621       | 83,31        | 40 447      | 82,96       |  |
| Blancs et nuls              | Blancs et nuls                | Blancs et nuls | 1 165        | 2,87         | 1 362       | 3,37        |  |
| Exprimés                    | Exprimés                      | Exprimés       | 39 456       | 97,13        | 39 085      | 96,63       |  |
| Source : Gallica et CEVIPOF |                               |                |              |              |             |             |  |

Le suppléant de Georges Delatre était Marc Perrin.

### Élections de 1978
| Candidat                    | Candidat                      | Parti          | Premier tour | Premier tour | Second tour | Second tour |  |
| Candidat                    | Candidat                      | Parti          | Voix         | %            | Voix        | %           |  |
| --------------------------- | ----------------------------- | -------------- | ------------ | ------------ | ----------- | ----------- |  |
|                             | Georges Delatre sortant réélu | RPR            | 17 215       | 37,54        | 25 952      | 55,35       |  |
|                             | Alain Le Vern                 | PS             | 9 859        | 21,5         | 20 937      | 44,65       |  |
|                             | Claude Heuillard              | UDF (Rad)      | 7 977        | 17,39        | Retrait     | Retrait     |  |
|                             | Michel Mille                  | PCF            | 6 559        | 14,3         |             |             |  |
|                             | Michel Kot                    | PSU (FA)       | 1 576        | 3,44         |             |             |  |
|                             | Gisèle Lapeyre                | LO             | 1 420        | 3,1          |             |             |  |
|                             | Roger Coquet                  | MRG            | 985          | 2,15         |             |             |  |
|                             | Freddy Gourvennec             | FN             | 268          | 0,58         |             |             |  |
|                             |                               |                |              |              |             |             |  |
| Inscrits                    | Inscrits                      | Inscrits       | 55 461       | 100,00       | 55 440      | 100,00      |  |
| Abstentions                 | Abstentions                   | Abstentions    | 8 449        | 15,23        | 7 496       | 13,52       |  |
| Votants                     | Votants                       | Votants        | 47 012       | 84,77        | 47 944      | 86,48       |  |
| Blancs et nuls              | Blancs et nuls                | Blancs et nuls | 1 153        | 2,45         | 1 055       | 2,2         |  |
| Exprimés                    | Exprimés                      | Exprimés       | 45 859       | 97,55        | 46 889      | 97,8        |  |
| Source : Gallica et CEVIPOF |                               |                |              |              |             |             |  |

Le suppléant de Georges Delatre était Marc Perrin.

### Élections de 1981
|                | Georges Delatre sortant réélu | RPR (UNM)      | 21 903 | 53,21  |  |  |  |
|                | Claude Verdier                | PS             | 15 093 | 36,67  |  |  |  |
|                | Michel Mille                  | PCF            | 4 167  | 10,12  |  |  |  |
|                |                               |                |        |        |  |  |  |
| Inscrits       | Inscrits                      | Inscrits       | 57 291 | 100,00 |  |  |  |
| Abstentions    | Abstentions                   | Abstentions    | 15 267 | 26,65  |  |  |  |
| Votants        | Votants                       | Votants        | 42 024 | 73,35  |  |  |  |
| Blancs et nuls | Blancs et nuls                | Blancs et nuls | 861    | 2,05   |  |  |  |
| Exprimés       | Exprimés                      | Exprimés       | 41 163 | 97,95  |  |  |  |

Le suppléant de Georges Delatre était Marcel Rudi, exploitant forestier, maire de Rosay.

### Élections de 1988
| Candidat       | Candidat             | Parti          | Premier tour | Premier tour | Second tour | Second tour |  |
| Candidat       | Candidat             | Parti          | Voix         | %            | Voix        | %           |  |
| -------------- | -------------------- | -------------- | ------------ | ------------ | ----------- | ----------- |  |
|                | Roger Fossé sortant  | RPR (URC)      | 22 153       | 44,68        | 25 726      | 47,93       |  |
|                | Jean-Marie Leduc élu | PS             | 20 721       | 41,79        | 27 945      | 52,07       |  |
|                | Janine Menet         | PCF            | 3 877        | 7,82         |             |             |  |
|                | Colette Messein      | FN             | 2 830        | 5,71         |             |             |  |
|                |                      |                |              |              |             |             |  |
| Inscrits       | Inscrits             | Inscrits       | 71 115       | 100,00       | 71 087      | 100,00      |  |
| Abstentions    | Abstentions          | Abstentions    | 20 488       | 28,81        | 16 392      | 23,06       |  |
| Votants        | Votants              | Votants        | 50 627       | 71,19        | 54 695      | 76,94       |  |
| Blancs et nuls | Blancs et nuls       | Blancs et nuls | 1 046        | 2,07         | 1 024       | 1,87        |  |
| Exprimés       | Exprimés             | Exprimés       | 49 581       | 97,93        | 53 671      | 98,13       |  |

Le suppléant de Jean-Marie Leduc était le Docteur Pierre Bobée, MRG, maire de Fécamp, conseiller général, conseiller régional.

### Élections de 1993
| Candidat       | Candidat                     | Parti          | Premier tour | Premier tour | Second tour | Second tour |  |
| Candidat       | Candidat                     | Parti          | Voix         | %            | Voix        | %           |  |
| -------------- | ---------------------------- | -------------- | ------------ | ------------ | ----------- | ----------- |  |
|                | Alfred Trassy-Paillogues élu | RPR (UPF)      | 23 825       | 45,59        | 29 293      | 56,09       |  |
|                | Jean-Marie Leduc sortant     | PS (ADFP)      | 14 786       | 28,29        | 22 930      | 43,91       |  |
|                | Alain Gauthier               | FN             | 5 174        | 9,9          |             |             |  |
|                | Antoine Leforestier          | GÉ (EÉ)        | 4 794        | 9,17         |             |             |  |
|                | Michel Tieursin              | PCF            | 3 295        | 6,31         |             |             |  |
|                | Raymond Riquet               | LT-LNÉ         | 386          | 0,74         |             |             |  |
|                |                              |                |              |              |             |             |  |
| Inscrits       | Inscrits                     | Inscrits       | 73 659       | 100,00       | 73 751      | 100,00      |  |
| Abstentions    | Abstentions                  | Abstentions    | 18 662       | 25,34        | 18 560      | 25,17       |  |
| Votants        | Votants                      | Votants        | 54 997       | 74,66        | 55 191      | 74,83       |  |
| Blancs et nuls | Blancs et nuls               | Blancs et nuls | 2 737        | 4,98         | 2 968       | 5,38        |  |
| Exprimés       | Exprimés                     | Exprimés       | 52 260       | 95,02        | 52 223      | 94,62       |  |

Le suppléant d'Alfred Trassy-Paillogues était Jacques Couture, conseiller général, conseiller régional.

### Élections de 1997
| Candidat       | Candidat                         | Parti          | Premier tour | Premier tour | Second tour | Second tour |  |
| Candidat       | Candidat                         | Parti          | Voix         | %            | Voix        | %           |  |
| -------------- | -------------------------------- | -------------- | ------------ | ------------ | ----------- | ----------- |  |
|                | Alfred Trassy-Paillogues sortant | RPR            | 18 944       | 35,81        | 26 371      | 47,39       |  |
|                | Gérard Fuchs élu                 | PS             | 17 070       | 32,27        | 29 279      | 52,61       |  |
|                | Béatrice Gosse                   | FN             | 6 974        | 13,18        |             |             |  |
|                | Michel Tieursin                  | PCF            | 3 866        | 7,31         |             |             |  |
|                | Véronique Turpin                 | GÉ             | 2 121        | 4,01         |             |             |  |
|                | François Ciesielski              | Les Verts      | 1 502        | 2,84         |             |             |  |
|                | Michel Thourot                   | LDI (MPF)      | 1 246        | 2,36         |             |             |  |
|                | Jean-Frédéric Coblence           | US4J           | 673          | 1,27         |             |             |  |
|                | Charles Boucher                  | Divers gauche  | 509          | 0,96         |             |             |  |
|                |                                  |                |              |              |             |             |  |
| Inscrits       | Inscrits                         | Inscrits       | 75 010       | 100,00       | 75 190      | 100,00      |  |
| Abstentions    | Abstentions                      | Abstentions    | 19 251       | 25,66        | 16 818      | 22,37       |  |
| Votants        | Votants                          | Votants        | 55 759       | 74,34        | 58 372      | 77,63       |  |
| Blancs et nuls | Blancs et nuls                   | Blancs et nuls | 2 854        | 5,12         | 2 722       | 4,66        |  |
| Exprimés       | Exprimés                         | Exprimés       | 52 905       | 94,88        | 55 650      | 95,34       |  |

Le suppléant de Gérard Fuchs était Jean-Marie Leduc, inséminateur, maire de Tôtes, ancien député de la 10e de la Seine-Maritime.

### Élections de 2002
| Candidat       | Candidat                     | Parti             | Premier tour | Premier tour | Second tour | Second tour |  |
| Candidat       | Candidat                     | Parti             | Voix         | %            | Voix        | %           |  |
| -------------- | ---------------------------- | ----------------- | ------------ | ------------ | ----------- | ----------- |  |
|                | Gérard Fuchs sortant         | PS                | 16 690       | 31,28        | 24 763      | 48,69       |  |
|                | Alfred Trassy-Paillogues élu | UMP               | 15 226       | 28,53        | 26 100      | 51,31       |  |
|                | Pascal Martin                | UDF               | 10 986       | 20,59        |             |             |  |
|                | Michel Bénard                | FN                | 4 422        | 8,29         |             |             |  |
|                | Cécile Legendre              | Les Verts         | 1 183        | 2,22         |             |             |  |
|                | Elisabeth Leméteil           | LCR               | 1 049        | 1,97         |             |             |  |
|                | Thierry Baillet              | CPNT              | 982          | 1,84         |             |             |  |
|                | Marcelle Marécal             | PCF               | 945          | 1,77         |             |             |  |
|                | Simon Sulkowski              | LO                | 823          | 1,54         |             |             |  |
|                | Denis Bernaville             | MNR               | 466          | 0,87         |             |             |  |
|                | François Martot              | Pôle républicain  | 464          | 0,87         |             |             |  |
|                | Christophe Chomant           | ND                | 128          | 0,24         |             |             |  |
|                | Daniel Delamare              | Divers écologiste | 0            | 0            |             |             |  |
|                |                              |                   |              |              |             |             |  |
| Inscrits       | Inscrits                     | Inscrits          | 80 753       | 100,00       | 80 746      | 100,00      |  |
| Abstentions    | Abstentions                  | Abstentions       | 26 342       | 32,62        | 27 813      | 34,45       |  |
| Votants        | Votants                      | Votants           | 54 411       | 67,38        | 52 933      | 65,55       |  |
| Blancs et nuls | Blancs et nuls               | Blancs et nuls    | 1 047        | 1,92         | 2 070       | 3,91        |  |
| Exprimés       | Exprimés                     | Exprimés          | 53 364       | 98,08        | 50 863      | 96,09       |  |

Le suppléant d'Alfred Trassy-Paillogues était Yvon Pesquet, conseiller général du canton d'Ourville-en-Caux, maire de Cleuville.

### Élections de 2007
| Candidat       | Candidat                               | Parti          | Premier tour | Premier tour | Second tour | Second tour |  |
| Candidat       | Candidat                               | Parti          | Voix         | %            | Voix        | %           |  |
| -------------- | -------------------------------------- | -------------- | ------------ | ------------ | ----------- | ----------- |  |
|                | Alfred Trassy-Paillogues sortant réélu | UMP            | 26 749       | 49,36        | 29 554      | 55,15       |  |
|                | Dominique Chauvel                      | PS             | 15 442       | 28,5         | 24 034      | 44,85       |  |
|                | Jacques Rollet                         | UDF–MoDem      | 3 339        | 6,16         |             |             |  |
|                | Jean Lebrun                            | FN             | 1 885        | 3,48         |             |             |  |
|                | Aimericque Deregnaucourt               | LCR            | 1 398        | 2,58         |             |             |  |
|                | Malka Kreizel-Debleds                  | Les Verts      | 1 237        | 2,28         |             |             |  |
|                | Aline Flaux                            | PCF            | 1 205        | 2,22         |             |             |  |
|                | Michel Lefebvre                        | CPNT           | 865          | 1,6          |             |             |  |
|                | Simon Sulkowski                        | LO             | 780          | 1,44         |             |             |  |
|                | Grégoire Lemaistre                     | MPF            | 538          | 0,99         |             |             |  |
|                | Odile Legrand                          | Divers         | 431          | 0,8          |             |             |  |
|                | Denis Bernaville                       | MNR            | 319          | 0,59         |             |             |  |
|                |                                        |                |              |              |             |             |  |
| Inscrits       | Inscrits                               | Inscrits       | 84 831       | 100,00       | 84 826      | 100,00      |  |
| Abstentions    | Abstentions                            | Abstentions    | 29 503       | 34,78        | 29 922      | 35,27       |  |
| Votants        | Votants                                | Votants        | 55 328       | 65,22        | 54 904      | 64,73       |  |
| Blancs et nuls | Blancs et nuls                         | Blancs et nuls | 1 140        | 2,06         | 1 316       | 2,4         |  |
| Exprimés       | Exprimés                               | Exprimés       | 54 188       | 97,94        | 53 588      | 97,6        |  |

### Élections de 2012
| Candidat       | Candidat                         | Parti          | Premier tour | Premier tour | Second tour | Second tour |  |
| Candidat       | Candidat                         | Parti          | Voix         | %            | Voix        | %           |  |
| -------------- | -------------------------------- | -------------- | ------------ | ------------ | ----------- | ----------- |  |
|                | Alfred Trassy-Paillogues sortant | UMP            | 25 458       | 39,02        | 32 137      | 49,07       |  |
|                | Dominique Chauvel élu            | PS             | 25 372       | 38,88        | 33 358      | 50,93       |  |
|                | Isabelle Gilbert                 | FN             | 8 799        | 13,48        |             |             |  |
|                | Aline Flaux                      | FG (PCF)       | 3 006        | 4,61         |             |             |  |
|                | Jolanta Avril                    | EÉLV           | 1 611        | 2,47         |             |             |  |
|                | Eric Moisan                      | LO             | 539          | 0,83         |             |             |  |
|                | Michèle Mor                      | NPA            | 466          | 0,71         |             |             |  |
|                |                                  |                |              |              |             |             |  |
| Inscrits       | Inscrits                         | Inscrits       | 105 897      | 100,00       | 105 877     | 100,00      |  |
| Abstentions    | Abstentions                      | Abstentions    | 39 570       | 37,37        | 38 667      | 36,52       |  |
| Votants        | Votants                          | Votants        | 66 327       | 62,63        | 67 210      | 63,48       |  |
| Blancs et nuls | Blancs et nuls                   | Blancs et nuls | 1 076        | 1,62         | 1 715       | 2,55        |  |
| Exprimés       | Exprimés                         | Exprimés       | 65 251       | 98,38        | 65 495      | 97,45       |  |

### Élections de 2017
Aux élections législatives françaises de 2017, Xavier Batut est élu député.
|                                                                                  |                                                                          |                           |                           |                          |                          |
|                                                                                  |                                                                          | Premier tour 11 juin 2017 | Premier tour 11 juin 2017 | Second tour 18 juin 2017 | Second tour 18 juin 2017 |
|                                                                                  |                                                                          |                           |                           |                          |                          |
|                                                                                  |                                                                          | Nombre                    | % des inscrits            | Nombre                   | % des inscrits           |
| Inscrits                                                                         | Inscrits                                                                 | 108 753                   | 100,00                    | 108 745                  | 100,00                   |
| Abstentions                                                                      | Abstentions                                                              | 50 900                    | 46,80                     | 57 282                   | 52,68                    |
| Votants                                                                          | Votants                                                                  | 57 853                    | 53,20                     | 51 463                   | 47,32                    |
|                                                                                  |                                                                          |                           | % des votants             |                          | % des votants            |
| Bulletins blancs                                                                 | Bulletins blancs                                                         | 1 280                     | 2,21                      | 3 779                    | 7,34                     |
| Bulletins nuls                                                                   | Bulletins nuls                                                           | 408                       | 0,71                      | 1 395                    | 2,71                     |
| Suffrages exprimés                                                               | Suffrages exprimés                                                       | 56 165                    | 97,08                     | 46 289                   | 89,95                    |
|                                                                                  |                                                                          |                           |                           |                          |                          |
| Candidat Étiquette politique (partis et alliances)                               | Candidat Étiquette politique (partis et alliances)                       | Voix                      | % des exprimés            | Voix                     | % des exprimés           |
|                                                                                  |                                                                          |                           |                           |                          |                          |
|                                                                                  | Xavier Batut La République en marche                                     | 19 219                    | 34,22                     | 28 569                   | 61,72                    |
|                                                                                  | Stacy Blondel Front national                                             | 11 028                    | 19,64                     | 17 720                   | 38,28                    |
|                                                                                  | Charles d'Anjou Les Républicains (Union des démocrates et indépendants)  | 9 299                     | 16,56                     |                          |                          |
|                                                                                  | Anne Lecoq-Cherblanc La France insoumise                                 | 5 987                     | 10,66                     |                          |                          |
|                                                                                  | Jean-Pierre Thévenot Parti socialiste                                    | 4 343                     | 7,73                      |                          |                          |
|                                                                                  | Annette Roussel Europe Écologie Les Verts                                | 1 745                     | 3,11                      |                          |                          |
|                                                                                  | Isabelle Dujardin Parti communiste français                              | 1 393                     | 2,48                      |                          |                          |
|                                                                                  | Frédéric Mazier Debout la France                                         | 1 265                     | 2,25                      |                          |                          |
|                                                                                  | Claire Lapert Lutte ouvrière                                             | 558                       | 0,99                      |                          |                          |
|                                                                                  | Faraj Chemsi Divers (Mouvement des libérés)                              | 516                       | 0,92                      |                          |                          |
|                                                                                  | Réjane Guirous Extrême droite (Civitas (mouvement) - Parti de la France) | 448                       | 0,80                      |                          |                          |
|                                                                                  | Brice Letacq Divers (Union populaire républicaine)                       | 364                       | 0,65                      |                          |                          |
| Source : Ministère de l'Intérieur - Dixième circonscription de la Seine-Maritime |                                                                          |                           |                           |                          |                          |

### Élections de 2022
| Résultats des élections législatives des 12 et 19 juin 2022 de la 10e circonscription de Seine-Maritime |                          |                          |                          |              |              |             |             |
| Candidat                                                                                                | Candidat                 | Parti et coalition       | Nuance                   | Premier tour | Premier tour | Second tour | Second tour |
| Candidat                                                                                                | Candidat                 | Parti et coalition       | Nuance                   | Voix         | %            | Voix        | %           |
| | Xavier Batut             | LREM (ENS)               | ENS                      | 17 046       | 30,58        | 25 899      | 51,05       |
| | Anaïs Thomas             | RN                       | RN                       | 16 399       | 29,42        | 24 835      | 48,95       |
| | Véronique Bérégovoy      | EELV (NUPES)             | NUP                      | 11 710       | 21,01        |             |             |
| | Pascale Kéradec-Dujardin | LC (UDC)                 | DVD                      | 3 981        | 7,13         |             |             |
| | Nicolas Dumas            | REC                      | REC                      | 1 987        | 3,57         |             |             |
| | Jérôme Huvey             | SE                       | DIV                      | 1 516        | 2,72         |             |             |
| | Marine Lercier           | PA                       | ECO                      | 1 226        | 2,22         |             |             |
| | Nicolas Crambes          | LO                       | DXG                      | 1 033        | 1,85         |             |             |
| | Véronique Baudet         | LP (UPF)                 | DSV                      | 840          | 1,51         |             |             |
| Votes valides                                                                                           | Votes valides            | Votes valides            | Votes valides            | 55 738       | 97,34        | 50 734      | 91,64       |
| Votes blancs                                                                                            | Votes blancs             | Votes blancs             | Votes blancs             | 1 206        | 2,11         | 3 522       | 6,36        |
| Votes nuls                                                                                              | Votes nuls               | Votes nuls               | Votes nuls               | 317          | 0,55         | 1 106       | 2,00        |
| Total                                                                                                   | Total                    | Total                    | Total                    | 57 261       | 100          | 55 362      | 100         |
| Abstention                                                                                              | Abstention               | Abstention               | Abstention               | 53 048       | 48,09        | 54 955      | 49,82       |
| Inscrits / participation                                                                                | Inscrits / participation | Inscrits / participation | Inscrits / participation | 110 309      | 51,91        | 110 317     | 50,18       |

### Élections législatives de 2024
| Candidat                 | Candidat                 | Parti et coalition       | Nuance                   | Premier tour | Premier tour | Second tour | Second tour |
| Candidat                 | Candidat                 | Parti et coalition       | Nuance                   | Voix         | %            | Voix        | %           |
| ------------------------ | ------------------------ | ------------------------ | ------------------------ | ------------ | ------------ | ----------- | ----------- |
|                          | Robert Le Bourgeois élu  | RN                       | RN                       | 34 431       | 45,29        | 38 606      | 51,67       |
|                          | Xavier Batut sortant     | HOR (ENS)                | HOR                      | 19 420       | 25,55        | 36 115      | 48,33       |
|                          | Handy Barré              | PCF (NFP)                | UG                       | 13 254       | 17,44        |             |             |
|                          | Jean-Nicolas Rousseau    | LC (UDC)                 | DVD                      | 6 089        | 8,01         |             |             |
|                          | Alain Rivière            | LO                       | EXG                      | 1 033        | 1,36         |             |             |
|                          | Nicolas Dumas            | REC                      | REC                      | 901          | 1,19         |             |             |
|                          | Rémi Lécuyer             | DLF                      | DSV                      | 890          | 1,17         |             |             |
|                          |                          |                          |                          |              |              |             |             |
| Votes valides            | Votes valides            | Votes valides            | Votes valides            | 76 018       | 97,06        | 74 721      | 95,13       |
| Votes blancs             | Votes blancs             | Votes blancs             | Votes blancs             | 1 694        | 2,16         | 2 971       | 3,78        |
| Votes nuls               | Votes nuls               | Votes nuls               | Votes nuls               | 607          | 0,78         | 853         | 1,09        |
| Total                    | Total                    | Total                    | Total                    | 78 319       | 100          | 78 545      | 100         |
| Abstention               | Abstention               | Abstention               | Abstention               | 32 566       | 29,37        | 32 342      | 29,17       |
| Inscrits / participation | Inscrits / participation | Inscrits / participation | Inscrits / participation | 110 885      | 70,63        | 110 887     | 70,83       |

#### Département de la Seine-Maritime
- La fiche de l'INSEE de cette circonscription : « Tableaux et Analyses de la dixième circonscription de la Seine-Maritime », sur insee.fr, site de l'Institut national de la statistique et des études économiques (consulté le 10 juin 2007) [PDF]

- « Tous les députés du département de la Seine-Maritime depuis 1789 », sur assemblee-nationale.fr, site de l'Assemblée nationale française (consulté le 10 juin 2007)

- « Informations contentieuses sur le département de la Seine-Maritime (Élections législatives de 2002) »(Archive.org • Wikiwix • Archive.is • Google • Que faire ?), sur conseil-constitutionnel.fr, site du Conseil constitutionnel (consulté le 13 juin 2007)

#### Circonscriptions en France
- « Carte des circonscriptions législatives en France », sur assemblee-nationale.fr, site de l'Assemblée nationale française (consulté le 10 juin 2007)

- « Résultats électoraux officiels en France »(Archive.org • Wikiwix • Archive.is • Google • Que faire ?), sur interieur.gouv.fr, site du ministère de l'Intérieur (France) (consulté le 13 juin 2007)

- Description et Atlas des circonscriptions électorales de France sur http://www.atlaspol.com, Atlaspol, site de cartographie géopolitique, consulté le 13 juin 2007.